# Experimentelle Chirurgie
Experimentelle Chirurgie ist die klinikbezogene Projektforschung unter Verwendung des Tierexperiments. Sie dient dem besseren Verständnis pathophysiologischer Mechanismen etwa bei Blutkreislauf, Mikrozirkulation, Schock, Blutersatz, Neurotraumatologie, gastrointestinaler Immunologie, in der Intensivmedizin, bei der Organtransplantation und bei Lungenerkrankungen sowie der Entwicklung neuer Methoden aus der Grundlagenforschung für die klinische Chirurgie. Hierbei ist die richtige Auswahl des Tiermodells von entscheidender Bedeutung. Es muss eine maximale Übertragbarkeit auf die Situation beim Patienten gewährleistet sein, um eine Extrapolation der am Tier gewonnenen Ergebnisse auf den Menschen vornehmen zu können.
Die Experimentelle Chirurgie hat sich als eine von der Grundlagenforschung unabhängige experimentelle Basis entwickelt. Als Begründer gilt der britische Arzt John Hunter. Ferdinand Sauerbruch hatte an seiner chirurgischen Klinik im Jahr 1922 eine Abteilung für Experimentelle Chirurgie etabliert. Die ersten Lehrstühle für diesen Fachbereich wurden 1969 an der LMU in München und an der Universität Köln eingerichtet.